# Drip Drop

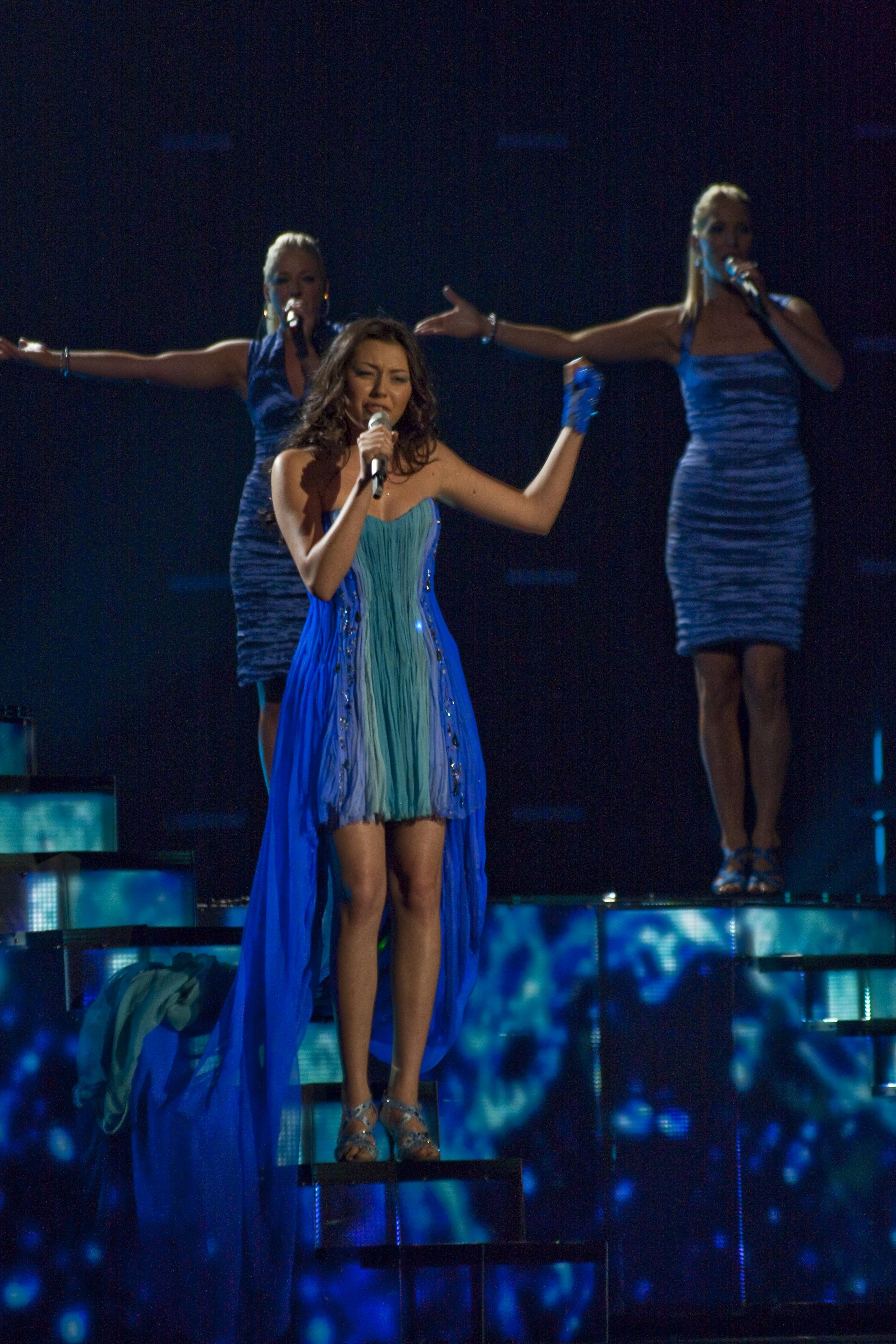
Safura Alizadeh op het Eurovisie Songfestival in Oslo in 2010.

Drip Drop is een single van de Azerbeidzjaanse zangeres Safura. Het nummer was de inzending van Azerbeidzjan op het Eurovisiesongfestival 2010. 
Het liedje werd geschreven door componist Stefan Örn en tekstschrijver Sandra Bjurman en werd geproduceerd in opdracht van de Azerbeidzjaanse omroep İctimai. Tijdens de Azerbeidzjaanse nationale finale werden er drie liedjes elk door drie verschillende artiesten gezongen, maar uiteindelijk won Safura met haar versie van dit liedje. De B-kanten van de single Soulless en Gonna let you know waren de twee overige liedjes die werden gezongen.  
Het liedje werd vooraf tot een van de favorieten gerekend en eindigde op een vijfde plaats tijdens de finale van het Eurovisiesongfestival.

## Tracklist
- Drip drop (3:42)
- Soulless (3:10)
- Gonna let you know (3:37)